# 索佐波爾市鎮

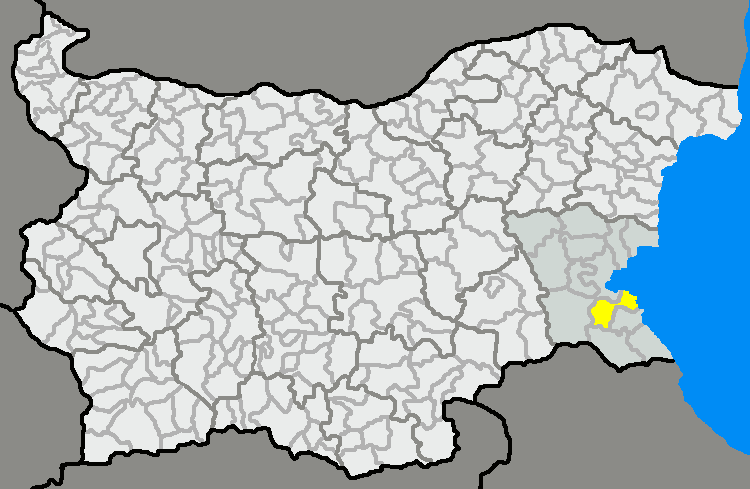

索佐波爾市，是保加利亞的城鎮，位於該國東南部，由布爾加斯州負責管轄，首府設於索佐波爾，面積526.97平方公里，2008年人口16,106，人口密度每平方公里31人。
42°17′N 27°26′E / 42.283°N 27.433°E